# Postej
En postej er traditionelt en bagt ret bestående af dej med et fyld af fars, større kødstykker, fisk, skaldyr, grøntsager eller frugt og ofte en sauce. I dag dækker udtrykket også bagte retter uden dejhylster (på dansk paté og leverpostej). Postejer kan både være større anretninger, store postejer, der skal skæres for, og portionsanretninger, små postejer, der kan sælges af gadehandlende. Fyldet er ofte rigt krydret med forskellige krydderier.

## Historisk
Kød svøbt i dej kendes fra det gamle Rom, men egentlige postejer udvikles først i middelalderen og blomstrer i renæssancen. Omkring statsbankekrotten i 1813 går den meget overdådige ret af mode i Danmark, for igen at vinde i popularitet blandt overklassen i slutningen af det 19. århundrede.
Særlige postejbagerier havde specialiseret sig i fremstillingen af de fineste postejer.

## Opsat postej
Dejhylstret kan fremstilles enkelt af rugmel og vand, men kan også fremstilles af hvedemel, kogende vand og evt. lidt smør, hvis det skal være fint. En sådan dej er ikke beregnet til at spise; den skal kun holde sammen på fyldet. Til gengæld er dejen ganske stiv, hvilket gør det muligt at forme den i mere eller mindre fantasifulde former. Dejen kan formes som det vildt, der udgør fyldet, eller som en fisk, en fugl eller fuglens vinger, hoved eller hals af fugle. Disse rigt dekorerede postejer blev tidligere serveret for adelen.
En udrullet bund forsynes med en solid kant, fyldet hældes i og et låg lægges på og kanterne bukkes ind over låget. Endnu et dejlåg lægges ovenpå. Samlingen mellem væg og låg kan kruses. Låget kan dekoreres med stempler eller påsatte dejstykker, så de danner et herskabsvåben. Der skæres et hul i låget, så dampen fra fyldet kan undslippe. Hullet kan også benyttes til at påfylde sauce eller aspic. 
Under spisningen brydes låget, og man skovler fyldet op; i nogle tilfælde med hænderne. 

## Postejer med spiseligt hylster
Andre typer dej, der kan spises, indeholder hvedemel, vand og smør (ofte en hel del). Denne dej er blødere og kræver normalt, at postejen bages i en form. Små postejer blev ofte fremstillet uden brug af form. Postejforme af metal fandtes i adskillige faconer.  

## 1800-tallet
Fra 1800-tallet kendes postejforme af blik, der kan lukkes op efter bagningen, når dejen er stiv. Postejforme af keramik og ovnfast porcelæn kommer også frem på denne tid. Det førte til skabelsen af postejer uden bund og vægge, kun med et dejlåg. Det førte også til, at postejfyldet kunne blive temmelig flydende som en ragout. 

## Bagning
Postejer blev oprindelig bagt på det åbne ildsted. Postejen blev anbragt i en særlig postejpande (også kaldet en tærtepande) med tre ben, høje sider og et låg med høje kanter, så der kunne anbringes gløder under panden og på låget. Senere blev postejer bagt i ovn og postejpanden forsvandt. 

## Postej i dag
Postejer har udviklet sig til patéer og tærter ud over de klassiske postejer. Retter som indbagt mørbrad er en art postej. Dejhylstret udelades på nogle retter. Den håndlavede dej til hylstret er delvist erstattet af fabriksfremstillet butterdej. Tærter har ofte dej af mørdej og kan have gennembrudt låg eller et fletværk. 
Postejforme fremstilles stadig og sælges i forretninger til det finere køkken. De består gerne af en bund og to sider, der kan adskilles, når postejen er bagt. Postejen kan få former, ovale og med hvepsetalje, der passede æstetikken i slutningen af 1800-tallet. 
Klassiske postejer er her i landet en eksklusiv og sjælden spise, der ofte kræver en større arbejdsindsats. 